# Championnat de Russie de hockey sur glace 2003-2004
Saison précédente Saison suivante
2003-2004 est la huitième saison de la Superliga, le championnat élite de hockey sur glace en Russie. L'équipe du Metallourg Magnitogorsk remporte la saison régulière et l'Avangard Omsk les séries éliminatoires.

## Saison régulière
Tous 60 matchs.
| Place | Équipe                   | Pts | V  | VP | N  | DP | D  | BP  | BC  | +/- |
| ----- | ------------------------ | --- | -- | -- | -- | -- | -- | --- | --- | --- |
| 1     | Metallourg Magnitogorsk  | 114 | 35 | 2  | 4  | 1  | 18 | 176 | 129 | +47 |
| 2     | Lada Togliatti           | 107 | 30 | 2  | 8  | 5  | 15 | 120 | 95  | +25 |
| 3     | Avangard Omsk            | 105 | 29 | 2  | 12 | 2  | 15 | 181 | 135 | +46 |
| 4     | Metallourg Novokouznetsk | 103 | 29 | 2  | 7  | 5  | 17 | 135 | 108 | +27 |
| 5     | Ak Bars Kazan            | 102 | 29 | 5  | 2  | 3  | 21 | 162 | 122 | +40 |
| 6     | HK Dinamo Moscou         | 101 | 28 | 2  | 12 | 1  | 17 | 133 | 108 | +25 |
| 7     | Lokomotiv Iaroslavl      | 95  | 27 | 2  | 9  | 1  | 21 | 156 | 123 | +33 |
| 8     | Neftekhimik Nijnekamsk   | 93  | 27 | 2  | 5  | 3  | 23 | 140 | 133 | +7  |
| 9     | Salavat Ioulaïev Oufa    | 81  | 24 | 0  | 7  | 2  | 27 | 134 | 140 | -6  |
| 10    | HK CSKA Moscou           | 77  | 21 | 4  | 6  | 0  | 29 | 127 | 149 | -22 |
| 11    | Sibir Novossibirsk       | 75  | 18 | 2  | 14 | 3  | 23 | 105 | 128 | -23 |
| 12    | Khimik Voskressensk      | 73  | 18 | 3  | 9  | 4  | 26 | 117 | 153 | -36 |
| 13    | Severstal Tcherepovets   | 73  | 19 | 4  | 5  | 3  | 29 | 135 | 152 | -17 |
| 14    | SKA Saint-Pétersbourg    | 69  | 16 | 4  | 10 | 3  | 27 | 124 | 151 | -27 |
| 15    | Amour Khabarovsk         | 61  | 16 | 1  | 9  | 2  | 32 | 107 | 150 | -43 |
| 16    | Torpedo Nijni Novgorod   | 49  | 12 | 3  | 5  | 2  | 38 | 95  | 171 | -76 |

- Équipe championne de la saison régulière
- Équipe qualifiée pour les séries
- Équipe reléguée

## Séries éliminatoires
|  | Quarts de finale         | Quarts de finale |                         |   | Demi-finales | Demi-finales |  |  | Finale | Finale |
|  | Quarts de finale         | Quarts de finale |                         |   | Demi-finales | Demi-finales |  |  | Finale | Finale |
|  |                          |                  |                         |   |              |              |  |  |        |        |
|  |                          |                  |                         |   |              |              |  |  |        |        |
|  |                          |                  |                         |   |              |              |  |  |        |        |
|  | Metallourg Magnitogorsk  | 3                |                         |   |              |              |  |  |        |        |
|  | Metallourg Magnitogorsk  | 3                |                         |   |              |              |  |  |        |        |
|  | Neftekhimik Nijnekamsk   | 2                |                         |   |              |              |  |  |        |        |
|  | Neftekhimik Nijnekamsk   | 2                | Metallourg Magnitogorsk | 3 |              |              |  |  |        |        |
|  |                          |                  | Metallourg Magnitogorsk | 3 |              |              |  |  |        |        |
|  |                          | Ak Bars Kazan    | 1                       |   |              |              |  |  |        |        |
|  | Metallourg Novokouznetsk | Ak Bars Kazan    | 1                       | 1 |              |              |  |  |        |        |
|  | Metallourg Novokouznetsk |                  |                         | 1 |              |              |  |  |        |        |
|  | Ak Bars Kazan            | 3                |                         |   |              |              |  |  |        |        |
|  | Ak Bars Kazan            | 3                | Metallourg Magnitogorsk | 2 |              |              |  |  |        |        |
|  |                          |                  | Metallourg Magnitogorsk | 2 |              |              |  |  |        |        |
|  |                          | Avangard Omsk    | 3                       |   |              |              |  |  |        |        |
|  | Lada Togliatti           | Avangard Omsk    | 3                       | 3 |              |              |  |  |        |        |
|  | Lada Togliatti           |                  |                         | 3 |              |              |  |  |        |        |
|  | Lokomotiv Iaroslavl      | 0                |                         |   |              |              |  |  |        |        |
|  | Lokomotiv Iaroslavl      | 0                | Lada Togliatti          | 0 |              |              |  |  |        |        |
|  |                          |                  | Lada Togliatti          | 0 |              |              |  |  |        |        |
|  |                          | Avangard Omsk    | 3                       |   |              |              |  |  |        |        |
|  | Avangard Omsk            | Avangard Omsk    | 3                       | 3 |              |              |  |  |        |        |
|  | Avangard Omsk            |                  |                         | 3 |              |              |  |  |        |        |
|  | HK Dinamo Moscou         | 0                |                         |   |              |              |  |  |        |        |
|  | HK Dinamo Moscou         | 0                |                         |   |              |              |  |  |        |        |

## Trophées
- Crosse d'or : Oleg Tverdovski (Avangard Omsk).
- Meilleur joueur de la saison (vote des entraîneurs) : Maksim Sokolov (Avangard Omsk).
- Équipe-type : Maksim Sokolov (Omsk) ; Oleg Tverdovski (Omsk) - Andreï Sokolov (Magnitogorsk) ; Aleksandr Ovetchkine (Dinamo) - Maksim Souchinski (Omsk) - Aleksandr Prokopiev (Omsk).
- Joueur avec le meilleur esprit sportif : Sergueï Joukov (Lokomotiv Iaroslavl).
- Meilleur vétéran : Sergueï Ossipov (Metallourg Magnitogorsk).
- Meilleur espoir : Ievgueni Malkine (Metallourg Magnitogorsk).
- Meilleur joueur des play-offs : Maksim Sokolov (Avangard Omsk).
- Meilleur entraîneur : Valeri Belooussov (Avangard Omsk).
- Meilleur arbitre : Aleksandr Poliakov.

## Match des étoiles
| 14 décembre 2003 | Ouest | 5-8 (2-3, 2-2, 1-3) | Est | Palais de glace Saint-Pétersbourg 5 500 spectateurs |

| Feuille de match    | Feuille de match | Feuille de match    | Feuille de match | Feuille de match      |
| ------------------- | --- | ------------------- | --- | --------------------- |
|                     | 2 min 24 s, Vorobiov (Razine, Trochtchinski) 17 min 19 s, Krassotkine (Razine) 19 min 32 s, Samyline (Semak, Gogolev) 26 min 06 s, Boïtchenko (Mikhaïlov, Ioudine) 49 min 13 s, Semak (Samyline) |                     | 1 min 40 s, Kvartalnov (Korechkov) 9 min 44 s, Gomoliako (Varitski) 17 min 00 s, Skabelka (Marusak) 23 min 50 s, Benda 38 min 14 s, Gomoliako (Varitski) 40 min 41 s, Moskalev (Gomoliako, Varitski) 48 min 14 s, Skabelka (Benda) 58 min 09 s, Klimentiev (Gomoliako) | Arbitrage : Tsyplakov |
| Podomatski Tchistov | Gardiens | Simtchouk Fomitchev | | Arbitrage : Tsyplakov |
|                     | |                     | | Arbitrage : Tsyplakov |
|                     | |                     | | Arbitrage : Tsyplakov |

### Équipe ouest
- Gardiens de but : Iegor Podomatski (Lokomotiv Iaroslal), Viktor Tchistov (Severstal).

- Défenseurs : Marat Davydov (SKA), Dmitri Krassotkine (Lokomotiv Iaroslavl), Alekseï Trochtchinski (Dinamo Moscou), Vladimir Tiourikov (Spartak), Aleksandr Ioudine (SKA)

- Attaquants : Pavel Boïtchenko (SKA), Vladimir Vorobiov (Dinamo Moscou), Dmitri Gogolev (Severstal), Valeri Zelepoukine (SCA), Iegor Mikhaïlov (SKA), Andreï Razine (CSKA Moscou), Vladimir Samyline (Lokomotiv Iaroslavl), Aleksandr Semak (Severstal), Alekseï Tchoupine (Dinamo Moscou).

- Entraîneurs : Boris Mikhaïlov (SKA), Zinetoula Bilialetdinov (Dinamo Moscou).

### Équipe est
- Gardiens de but : Kostiantin Simtchouk (Salavat Ioulaïev Oufa), Aleksandr Fomitchiov (Sibir Novossibirsk)

- Défenseurs : Andreï Ievstafiev (Metallourg Novokouznetsk), Serhiï Klimentiev (Metallurg Magnitogorsk), Jiri Marusak (Metallourg Novokouznetsk), Oleg Khmyl (Neftekhimik), Nikolaï Tsoulyguine (Neftekhimik).

- Attaquants : Jan Benda (Ak Bars), Igor Varitski (Salavat Ioulaïev), Sergueï Gomoliako  (Salavat Ioulaïev), Vadim Iepantchintsev (Ak Bars), Dmitri Kvartalnov (Ak Bars), Ievgueni Korechkov (Metallourg Magnitogorsk), Sergueï Moskalev (Metallourg Novokouznetsk), Andreï Skabelka (Salavat Ioulaïev).

- Entraîneurs : Vladimir Vujtek (Ak Bars), Nikolaï Soloviev (Metallourg Novokouznetsk)

## Vyschaïa Liga
Le Molot Prikamie Perm remporte la Vyschaïa Liga.